# Montegaldella
Montegaldella é uma comuna italiana da região do Vêneto, província de Vicenza, com cerca de 1.721 habitantes. Estende-se por uma área de 13 km², tendo uma densidade populacional de 132 hab/km². Faz fronteira com Castegnero, Cervarese Santa Croce (PD), Longare, Montegalda, Nanto, Rovolon (PD).

## Demografia
| Variação demográfica do município entre 1861 e 2011                               |
|                                                                                   |
| Fonte: Istituto Nazionale di Statistica (ISTAT) - Elaboração gráfica da Wikipedia |